# 米歇尔·理查德·德拉兰德
米歇尔·理查德·德拉兰德（法語：Michel Richard Delalande；1657年—1726年6月18日），巴洛克作曲家，法国大经文歌最重要的作曲家之一。他写了将近80首大经文歌，同时德拉兰德也是管风琴演奏家。他的管弦乐作品以“国王晚宴交响曲”著称。德拉兰德也写芭蕾舞剧和抒情悲剧。
德拉兰德的作品呈现出多种风格，其早期作品坚持法国巴洛克的传统风格，但是晚期作品吸收了意大利单音节装饰句以及复调对位法。

## 生平
德拉兰德生于巴黎，他与吕利和库普兰是同时代的人。德拉兰德是法国国王路易十四女儿的音乐老师。他自1714年开始是法国王室礼拜堂的主管，直道他1726年在凡尔赛宫去世。 
德拉兰德是无可争议的法国大经文歌领域中最伟大的作曲家。大经文歌是一种宗教音乐体裁，是为独唱者、合唱队和相对大型的管弦乐团而作。大经文歌具有华丽和庄严的风格，这是路易十四非常喜欢的音乐。根据传统，路易十四组织了作曲家之间的大经文歌的创作比赛，给不同作曲家相同的诗篇和创作时间，他自己作为裁决者。德拉兰德是4位获胜者之一，4位获胜者分别获得了每年一次的大经文歌创作任务（每年四部作品由4位作曲家分别创作），另外三位获胜者是库佩尔（Coupillet）、帕斯科·科拉斯（Collasse）和米诺雷（Minoret）。德拉兰德获得的是每年最重要的，为圣诞节创作大经文歌。而后，他包揽了全年四次为皇家教堂创作大经文歌的任务。 

## 作品
由于德拉兰德姓氏的不同拼写（例如de Lalande，Lalande，la Lande，de la Lande等），在很多年里阻碍了德拉兰德作品的研究。他的家族的姓氏拼法为“ Delalande”。最后，在2006由英国音乐学家莱昂内尔·索金斯出版了德拉兰德作品的决定性版本“米歇尔-理查德·德·拉兰德（Michel-Richard de Lalande）的作品主题目录( 1657-1726 )”。这本752页的书有综合的索引和主题，包含全部原始资料以及3000多个乐谱实例。 

### 作品列表
大经文歌
- Beati quorum (qui lui a permis de remporter le concours de 1683)
- Te deum (感恩赞，vers 1684)
- Miserere (主啊怜悯我，vers 1687)
- Super flumina babylonis (巴比伦火焰，vers 1687)
- Audite coeli (vers 1689)
- Quam dilecta (你为何生活在那棚屋内，vers 1689)
- Jubilate deo (赞颂万世万物的主，avant 1689)
- De profundis (我从深渊向你呼告，1689, remanié en 1720, le plus célèbre aujourd’hui )
- Dies irae (震怒之日，或最后的审判，1690)
- Regina coeli (天后无比喜悦，1698)
- Confitebor tibi domine (赞美你,主啊，1699)
- Venite exultemus (1700)
- Confitebimur tibi deus (1701)
- Exaltabo te domine (1704)
- Cantate domino (向主唱一支新的歌曲，1707)
- Sacriis solemnis (庄严圣歌，1709)

其他宗教音乐
- Leçons de ténèbres（三首熄灯礼拜） : 3ème leçon des mercredi, jeudi et vendredi saints

歌剧及芭蕾
- Les Fontaines de Versailles (凡尔赛宫的喷泉，小型歌剧)
- Le ballet de la jeunesse（青年芭蕾舞团）
- L’amour fléchi par la constance（坠入爱河的康斯坦斯）

管弦乐作品
- Symphonies pour les soupers du roi parmi lesquelles « Le caprice que le roy demandait souvent » （为国王晚宴而作的交响曲）